# Hiski Salomaa
Hiski Salomaa (urodzony jako Hiskias Möttö; ur. 17 maja 1891 w Kangasniemi, zm. 7 lipca 1957 w Nowym Jorku) – fińsko-amerykański piosenkarz i autor tekstów.

## Życiorys
Urodzony w Kangasniemi Salomaa wyemigrował do Stanów Zjednoczonych w 1909 po śmierci matki. Następnie przeniósł się na Górny Półwysep Michigan, gdzie zarabiał na życie jako krawiec. Zwolennik syndykalizmu, wstąpił do Robotników Przemysłowych Świata i odbył karę w więzieniu jako obdżektor podczas I wojny światowej.
Przedstawienie życia fińskich imigrantów przez Salomaę było bardzo popularne wśród fińskiej diaspory. Ciekawą cechą jego twórczości było użycie Finglish (mieszanki języka fińskiego z angielskim), przez co teksty były trudne do zrozumienia poza środowiskiem fińsko-amerykańskim lub fińsko-kanadyjskim. Określane jako fiński Woody Guthrie, piosenki Salomaa przedstawiały imigranckie doświadczenia Finów z klasy robotniczej.
Hella Wuolijoki, szefowa Yleisradio w Finlandii pod koniec lat czterdziestych XX wieku, podczas transmisji na żywo złamała kiedyś płytę z nagraniami Hiski Salomaa, ponieważ tak bardzo miała nienawidzić piosenki Lännen lokari.

## Dziedzictwo
W latach 1927–1931 Salomaa nagrał osiemnaście numerów dla Columbia Records. Do jego najbardziej znanych piosenek należą Tiskarin polkka, Vapauden kaiho i Lännen lokari. Nagrania Salomaa są uważane za ważną część fińskiej historii nagrań, ponieważ w tym okresie przemysł muzyczny prawie nie istniał w Finlandii. W rzeczywistości w latach 1917–1925 w kraju nie ukazała się ani jedna płyta.
Od lat 70. nagrania Hiski Salomaa są wydawane zarówno w formatach analogowych, jak i cyfrowych. W 1992 roku jego piosenka Värssyjä sieltä ja täältä została opublikowana w amerykańskim śpiewniku Mel Bay’s Immigrant Songbook z tekstami w języku fińskim i angielskim.